# Anna Amalie Kühne Kjær
Anna Amalie Kühne Kjær (født 9. april 2001 i København) er dansk ungdomspolitiker og tidligere landsforkvinde for Socialistisk Folkepartis Ungdom. Kjær er student fra Københavns åbne Gymnasium.
Anna Kjær har været medlem af SFU siden 2016. Hun blev i april 2021 valgt som landsforkvinde for SF Ungdom som den yngste landsforperson for et ungdomsparti nogensinde, og var landsforkvinde indtil april 2022. Hun arbejder i 2024 som politisk konsulent hos DUF - Dansk Ungdoms Fællesråd.
I 2017 var Kjær medarrangør af en indsamling i Herlev i forbindelse med Danmarks Indsamling.
Kjær er vokset op i Herlev, men er nu bosat på Nørrebro i København.[kilde mangler]